# Thailändisches Verfassungsgericht

Das Siegel des Thailändischen Verfassungsgerichts

Das Verfassungsgericht Thailands (thailändisch ศาลรัฐธรรมนูญ, RTGS San Ratthathammanun) ist ein formal unabhängiges Gericht in Thailand. Es wurde am 1. Oktober 1997 gegründet und ist für Verfassungsfragen zuständig. Es traf seitdem verschiedene umstrittene Entscheidungen, die massive Auswirkungen auf die politische Landschaft Thailands hatten.

## Zusammensetzung

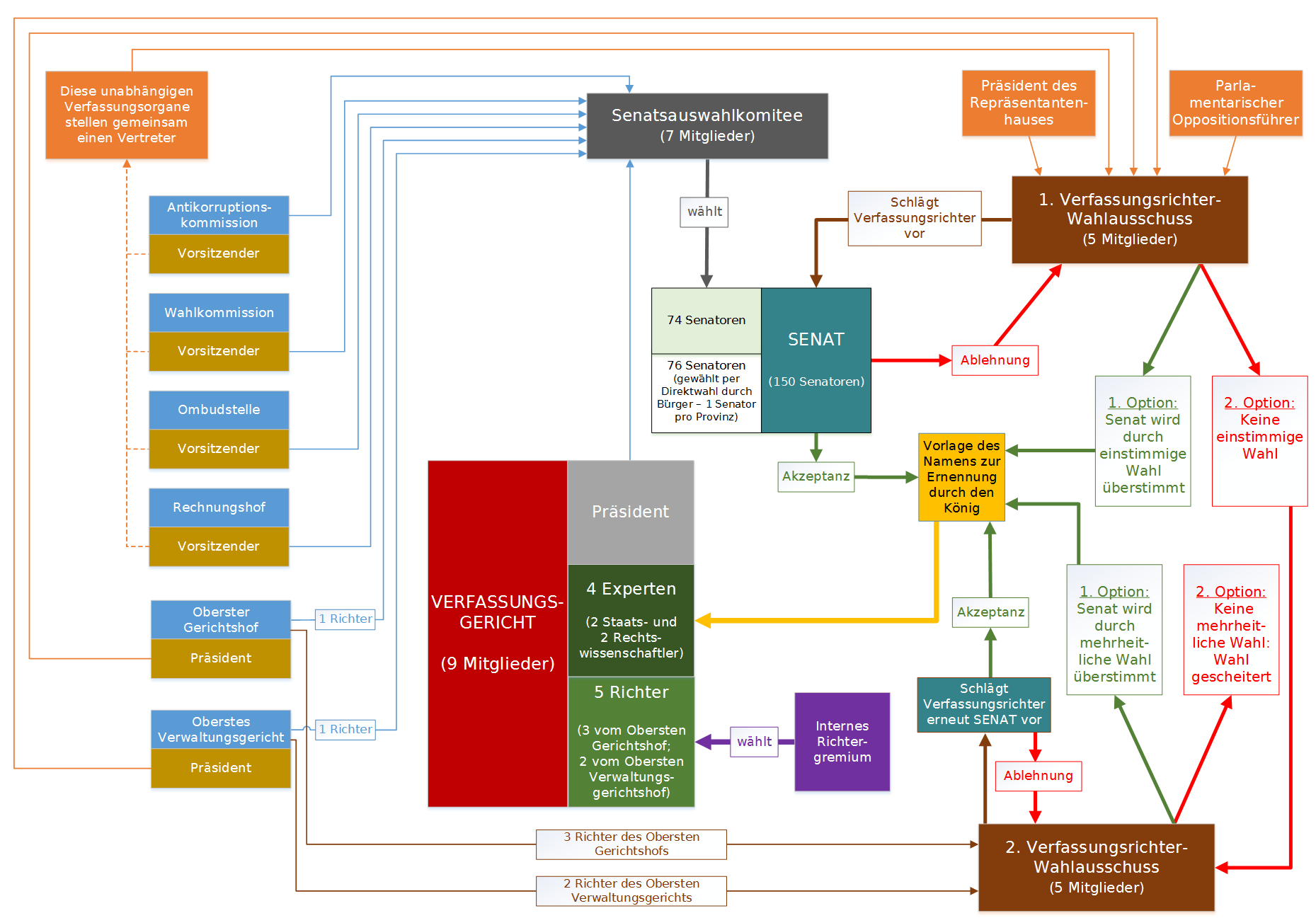
Das Diagramm zeigt die Entstehung und Zusammensetzung des thailändischen Verfassungsgerichts nach der thailändischen Verfassung von 2007.

Das thailändische Verfassungsgericht besteht, einschließlich des Präsidenten, aus neun Richtern. Drei sind Richter am Obersten Gerichtshof und zwei Richter am Obersten Verwaltungsgericht. Diese werden von der Generalversammlung der Richter des jeweiligen Spruchkörpers unter ihresgleichen gewählt.
Zwei weitere Mitglieder sollen laut Verfassung qualifizierte und erfahrene Juristen, zwei weitere Staats-, Verwaltungs- oder Sozialwissenschaftler mit besonderen Kenntnissen in Staatsangelegenheiten sein. Diese vier Mitglieder des Verfassungsgerichts werden von einem fünfköpfigen 1. Wahlausschuss ausgesucht. Dieser setzt sich aus den Präsidenten des Obersten Gerichtshofs und des Obersten Verwaltungsgerichts, dem Präsidenten des Repräsentantenhauses, dem parlamentarischen Oppositionsführer und einem der Vorsitzenden der unabhängigen Verfassungsorganisationen (Wahlkommission, Ombudsstelle, Nationale Korruptionsbekämpfungs-Kommission, Rechnungshof) zusammen. Das Gremium wählt die Kandidaten in offener Abstimmung mit Zwei-Drittel-Mehrheit. Die Kandidatenliste wird dann dem Senat zur Billigung vorgelegt. Liegt diese vor, werden die vorgeschlagenen Kandidaten vom König ernannt. Die Ablehnung durch den Senat kann durch einstimmigen Beschluss des 1. Wahlausschusses überstimmt werden. Auch dann werden die Namen der Kandidaten dem König zur Ernennung vorgelegt. Fehlt es an einer einstimmigen Zurückweisung, beginnt der Auswahlprozess – mit einem 2. Wahlausschuss – von neuem. Der 2. Wahlausschuss setzt sich aus drei Richtern vom Obersten Gerichtshof und zwei Richtern vom Obersten Verwaltungsgericht zusammen. Lehnt der Senat auch den Vorschlag des 2. Wahlausschusses ab, kann der 2. Wahlausschuss durch mehrheitlichen Beschluss den Senat überstimmen. Tritt letzterer Fall ein, ist das thailändische Verfassungsgericht ausschließlich von Richtern unter ihresgleichen gewählt.
Mitglieder:
1. Wasan Soypisudh, Präsident (seit dem 26. Oktober 2011)[4]
2. Jaran Pukditanakul
3. Charoon Intachan
4. Chalermpon Ake–uru
5. Chut Chonlavorn (ehem. Präsident)
6. Nurak Marpraneet
7. Boonsong Kulbupar
8. Suphot Khaimuk
9. Udomsak Nitimontree

## Zuständigkeiten
Das Verfassungsgericht hat Verantwortung für folgende sechs Bereiche:
1. die Verfassungsmäßigkeit der parlamentarischen Arbeit
2. die Verfassungsmäßigkeit von königlichen Erlassen
3. die Autorität über Mechanismen der Verfassung
4. die Ernennung und Entlassung von staatlichen Amtsträgern
5. Fälle, die politische Parteien betreffen
6. die Verfassungsmäßigkeit der Gesetzesentwürfe.

Von 1998 bis zum 10. Oktober 2002 sprach das Verfassungsgericht in 237 Fällen Urteile. Davon betrafen 56 Prozent die Verfassungsmäßigkeit von Gesetzen und weitere 27 Prozent politische Parteien und staatliche Amtsträger.

### Befugnisse
Nach der Verfassung von 2007 hat das Verfassungsgericht umfassende Zusatzbefugnisse. Es darf die politischen Parteien kontrollieren, Parlamentsabgeordnete und Minister des Amtes entheben, den Ausschluss von Mitgliedern der Wahlkommission bestätigen. Die Organgesetze der wichtigsten politischen Institutionen und Vorstöße gegen Notverordnungen bedürfen der Billigung des Verfassungsgerichts. Der Verfassungsgerichtspräsident ist von Amts wegen Mitglied des Ausschusses, der die 74 Senatoren bestimmt, die ernannt und nicht gewählt werden.

## Entscheidungen

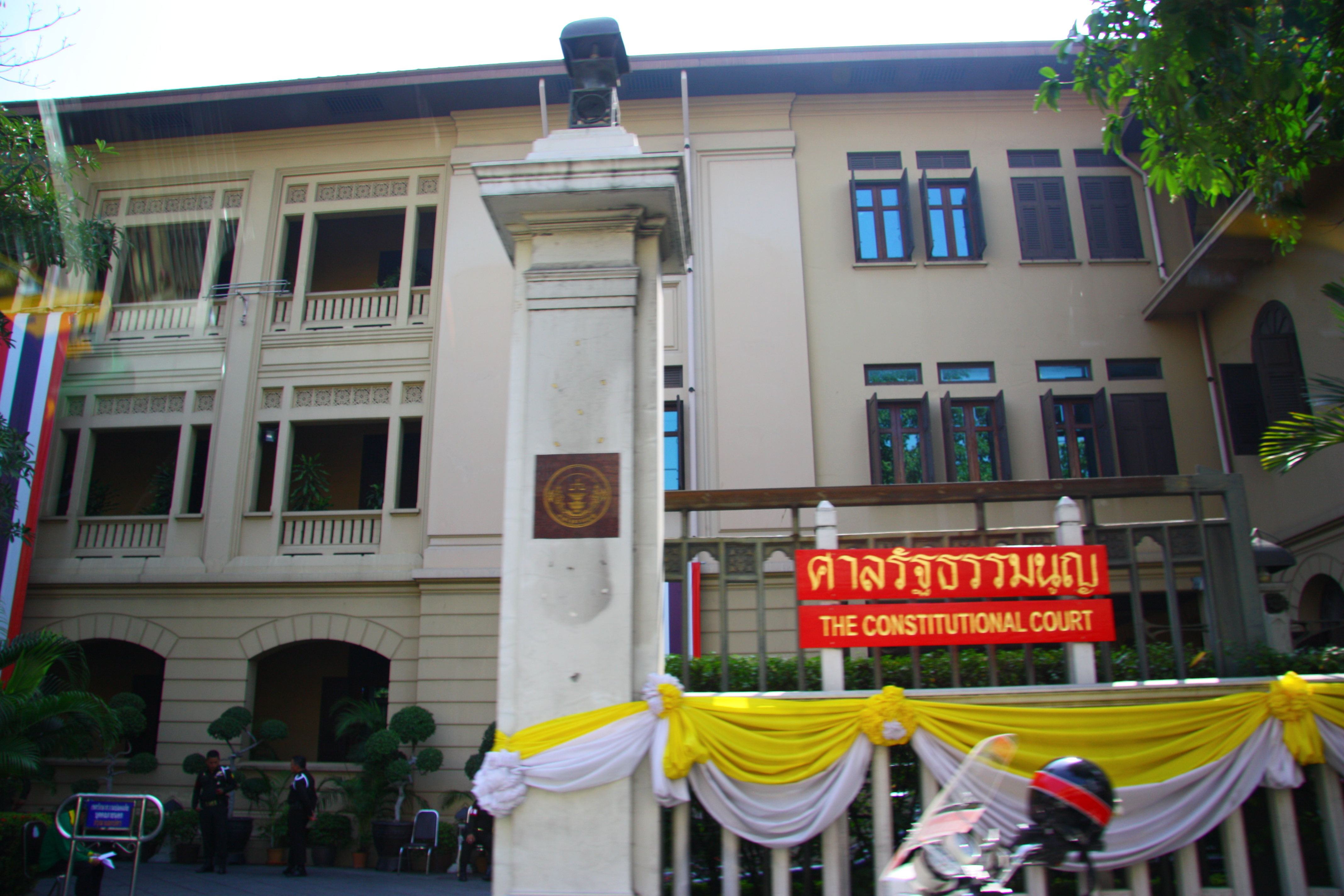
Der frühere Sitz des Verfassungsgerichts in der Rattanathibet-Mansion Nummer 326

| Datum                                                      | Entscheidung | Urteil Nr. |
| ---------------------------------------------------------- | --- | ---------- |
| Verfassungsgericht nach der Verfassung von 1997            | |            |
| 14. Juli 1998                                              | Das Verfassungsgericht urteilte, dass politische Parteien betreffende Streitigkeiten abschließend von der Wahlkommission Thailands entschieden werden können und nicht der Überprüfung durch die ordentlichen Gerichte unterliegen. Anlass war ein Kompetenzstreit zwischen der Wahlkommission und dem Obersten Gerichtshof um den Konflikt zwischen der Parteiführung der Thailändischen Bürgerpartei und dem innerparteilichen „Kobra-Flügel“. | 3/2541     |
| 3. August 2001                                             | Mit 8 zu 7 Richtern lehnte das Verfassungsgericht einen Antrag der Nationalen Korruptionsbekämpfungs-Kommission (NACC) auf Ausschluss des neu gewählten Ministerpräsidenten Thaksin Shinawatra von politischen Ämtern ab. Die NACC hatte Thaksin Verschleierung von Vermögenswerten während seiner Amtszeit als stellvertretender Ministerpräsident (1997–98) vorgeworfen. | 20/2544    |
| 8. Mai 2006                                                | Die Parlamentswahl 2006 wurde einschließlich der Nachwahlen wegen verschiedener Verfahrensfehler vom Verfassungsgericht als verfassungswidrig und damit für nichtig erklärt. Neuwahlen wurden auf den 15. Oktober 2006 festgelegt. | 9/2549     |
| „Verfassungstribunal“ nach der Interimsverfassung von 2006 | |            |
| 30. Mai 2007                                               | Das nach dem Putsch 2006 eingesetzte Verfassungstribunal verfügte die Auflösung der Thai-Rak-Thai-Partei (TRT) wegen Verstößen während der annullierten Parlamentswahl 2006 und den Ausschluss von Parteigründer Thaksin Shinawatra und 111 weiteren Parteifunktionären vom politischen Leben für die Dauer von fünf Jahren. Die oppositionelle Demokratische Partei, gegen die ebenfalls Vorwürfe von Wahlrechtsverstößen vorgebracht wurden, sprach es dagegen einstimmig frei. | 3-5/2550   |
| Verfassungsgericht nach der Verfassung von 2007            | |            |
| 9. September 2008                                          | Das Verfassungsgericht entschied, dass Premierminister Samak Sundaravej aufgrund einer Angestelltentätigkeit als Fernsehkoch bei einem privaten Fernsehsender, die gemäß der Verfassung nicht mit dem Amt des Premierministers vereinbar sei, seines Amtes zu entheben sei. | 12-13/2551 |
| 2. Dezember 2008                                           | Das Verfassungsgericht verfügte die Auflösung der regierenden Partei der Volksmacht (PPP), der Neutralen Demokratischen Partei und der Chart-Thai-Partei wegen Wahlbetrugs. Premierminister Somchai Wongsawat und weiteren führenden Mitgliedern der PPP wurde die politische Tätigkeit für fünf Jahre untersagt. Somchai erklärte daraufhin seinen Rücktritt, kündigte aber die Neugründung der PPP unter einem neuen Namen an mit dem Ziel, dass die Bewegung weiterhin die Regierung stellen kann. Das drastische Mittel des Parteienverbots wegen vergleichsweise geringfügiger Verstöße einiger weniger Verantwortlicher wurde von mehreren Beobachtern als „Putsch der Richter“ bezeichnet. | 20/2551    |
| November 2010                                              | Das Verfassungsgericht entschied mit vier zu zwei Stimmen eine Klage gegen die Demokratische Partei wegen Veruntreuung von Geldern der Wahlkommission im Jahr 2005 nicht weiterzuverfolgen. Als Gründe nannte das Gericht Formfehler. |            |
| 13. Juli 2012                                              | Das Verfassungsgericht lehnte eine Klage der Demokratischen Partei gegen die Regierungspartei Pheu Thai ab. Die Kläger befürchteten, dass im Rahmen einer bereits angekündigten Verfassungsreform eine Abschaffung der konstitutionellen Monarchie geplant werde, und bewirkten einen vorläufigen Stopp der Parlamentsarbeit zu dem Thema. Das Gericht hob diesen auf und präzisierte, dass für eine komplette Änderung der Verfassung eine Volksabstimmung nötig sei. Zur Urteilsverkündung wurde das Justizgebäude aus Angst vor Gewaltausbrüchen von mehreren hundert Sicherheitskräften umstellt, und die beteiligten acht Verfassungsrichter standen vor dem Urteil unter Polizeischutz.     |            |
| 20. November 2013                                          | Das Gericht lehnte einen Antrag zur Auflösung der Regierungspartei Pheu Thai ab. Grund für den Antrag war der Versuch der Partei, die Verfassung so zu ändern, dass die Mitglieder des Senats ausschließlich durch Wahlen bestimmt werden. Aktuell ernennt eine Kommission, die aus den Vorsitzenden des Verfassungsgerichts, der Wahlkommission, der Ombudsstelle, der Nationalen Korruptionsbekämpfungs-Kommission, des Rechnungshofs sowie jeweils einem Richter des Obersten Gerichtshofs und des Obersten Verwaltungsgerichts zusammengesetzt ist, 74 der insgesamt 150 Senatoren. |            |
| 24. Januar 2014                                            | Im Zuge der Proteste in Thailand 2013/2014 entschied das Verfassungsgericht einstimmig, dass die Wahlkommission berechtigt sei, einen von der Regierung unter Premierministerin Yingluck Shinawatra auf den 2. Februar 2014 gelegten Wahltermin zu verschieben. |            |
| 12. Februar 2014                                           | Das Verfassungsgericht lehnte einen Antrag der Demokratischen Partei ab, die im Laufe der seit Oktober 2013 stattfindenden Proteste durchgeführte Parlamentswahl zu annullieren. Die eingebrachte Petition sei nicht ausreichend begründet gewesen. |            |
| 21. März 2014                                              | Das Verfassungsgericht annullierte mit sechs zu drei Stimmen die Ergebnisse der Parlamentswahl vom 2. Februar (Nachwahlen am 2. März) 2014. Als Grund gab es an, dass nicht in allen Bezirken am selben Tag gewählt wurde. |            |
| 7. Mai 2014                                                | Premierministerin Yingluck Shinawatra und neun ihrer Kabinettsmitglieder, darunter Außenminister Chalerm Yubamrung, Finanzminister Kittiratt Na-Ranong und Arbeitsminister Surapong Tovichakchaikul, wurden vom Verfassungsgericht wegen Verfassungsbruchs schuldig gesprochen und des Amtes enthoben. Die von 27 Senatoren eingebrachte Anklage bezog sich auf die Absetzung des Chefs des Nationalen Sicherheitsrats, Thawil Pliensri, im Jahr 2011. Anhänger der Regierung und Kommentatoren sprachen erneut von einem „Justizputsch“. |            |
| 1. Juli 2025                                               | Premierministerin Paetongtarn Shinawatra wurde übergangsweise abgesetzt. Politiker anderer Parteien hatten das Verfassungsgericht angerufen, nachdem ein Telefonat von ihr mit dem Senatspräsidenten des Nachbarlandes Kambodscha, Hun Sen, öffentlich wurde, aus welchem aus deren Sicht zu viel politische Nähe zwischen beiden offenbar wurde. Bis zu einer endgültigen Entscheidung können mehrere Wochen oder Monate vergehen. |            |